# Ullersjön
Ullersjön är en sjö i Strömsunds kommun i Jämtland och ingår i Ångermanälvens huvudavrinningsområde. Sjön har en area på 1,72 kvadratkilometer och ligger 668,1 meter över havet. Sjön avvattnas av vattendraget Ullersjöbäcken.

## Delavrinningsområde
Ullersjön ingår i det delavrinningsområde (718820-142996) som SMHI kallar för Utloppet av Ullersjön. Medelhöjden är 706 meter över havet och ytan är 6,73 kvadratkilometer. Räknas de 5 avrinningsområdena uppströms in blir den ackumulerade arean 22,07 kvadratkilometer. Ullersjöbäcken som avvattnar avrinningsområdet har biflödesordning 3, vilket innebär att vattnet flödar genom totalt 3 vattendrag innan det når havet efter 353 kilometer. Avrinningsområdet består mestadels av skog (58 procent) och kalfjäll (15 procent). Avrinningsområdet har 1,79 kvadratkilometer vattenytor vilket ger det en sjöprocent på 26,8 procent.